# Magnitud fotogràfica
Abans de l'existència del fotòmetre capaç de mesurar acuradament la lluentor dels objectes astronòmics, la magnitud aparent d'un objecte s'obtenia a prenent una fotografia amb una càmera. Aquestes imatges, fetes sobre pel·lícula fotogràfica o sobre placa fotogràfica eren més sensibles al final blay de l'espectre visible que l'ull humà. Com a resultat, els estels més blaus tenien una (lluentor) magnitud fotogràfica més baixa que la seva magnitud visual moderna, ja que semblaven més brillants en la fotografia que el que ho feien en fotòmetres moderns. D'altra banda, els estels més vermells tenien un magnitud fotogràfica més alta (més tènue) que la magnitud visual, perquè semblaven més foscos. Per exemple, la supergegant vermella KW Sagittarii té una magnitud fotogràfica de 11.0 a 13.2 però una magnitud visual de 8.5 a 11. També és comú que mapes estel·lars tinguin estels com S Doradus i WZ Sagittae amb una magnitud blava (B).
El símbol per a la magnitud fotogràfica aparent és mpg i el símbol per a l'absoluta és Mpg.
L'escala de magnitud fotogràfica actualment es considera obsoleta.